# Domenico Scarlatti
Giuseppe Domenico Scarlatti (Napoli, 26 ottobre 1685 – Madrid, 23 luglio 1757) è stato un clavicembalista e compositore italiano, attivo durante l'età barocca.
Cronologicamente, è classificato come un compositore barocco, anche se la sua musica è stata di riferimento nello sviluppo dello stile classico, e conosciuta e ammirata dai musicisti successivi, romantici compresi. La sua produzione più nota, realizzata dopo il suo trasferimento in Spagna, consiste nelle 555 sonate per clavicembalo, anche se ha scritto numerose opere, musica sacra, per ensemble da camera e organo.

## Biografia

### Napoli: infanzia e adolescenza

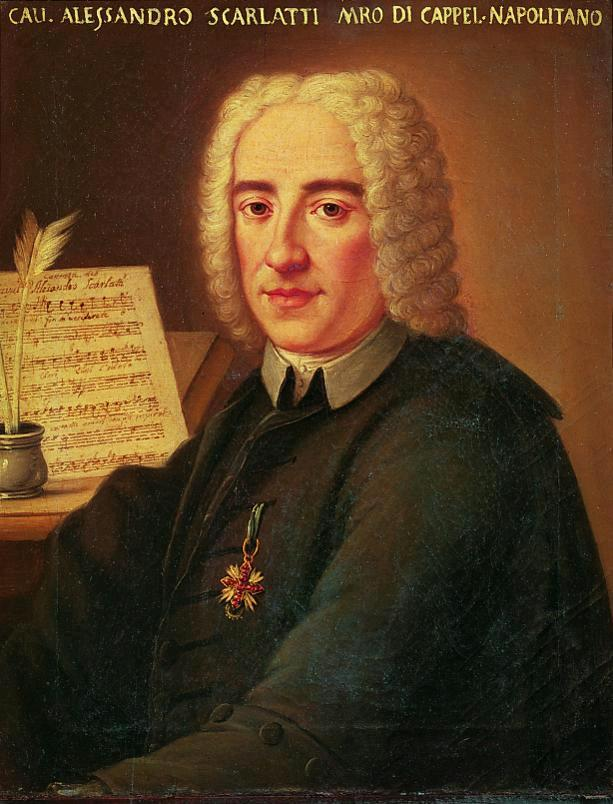
Alessandro Scarlatti (1660-1725), celebre compositore e padre di Domenico

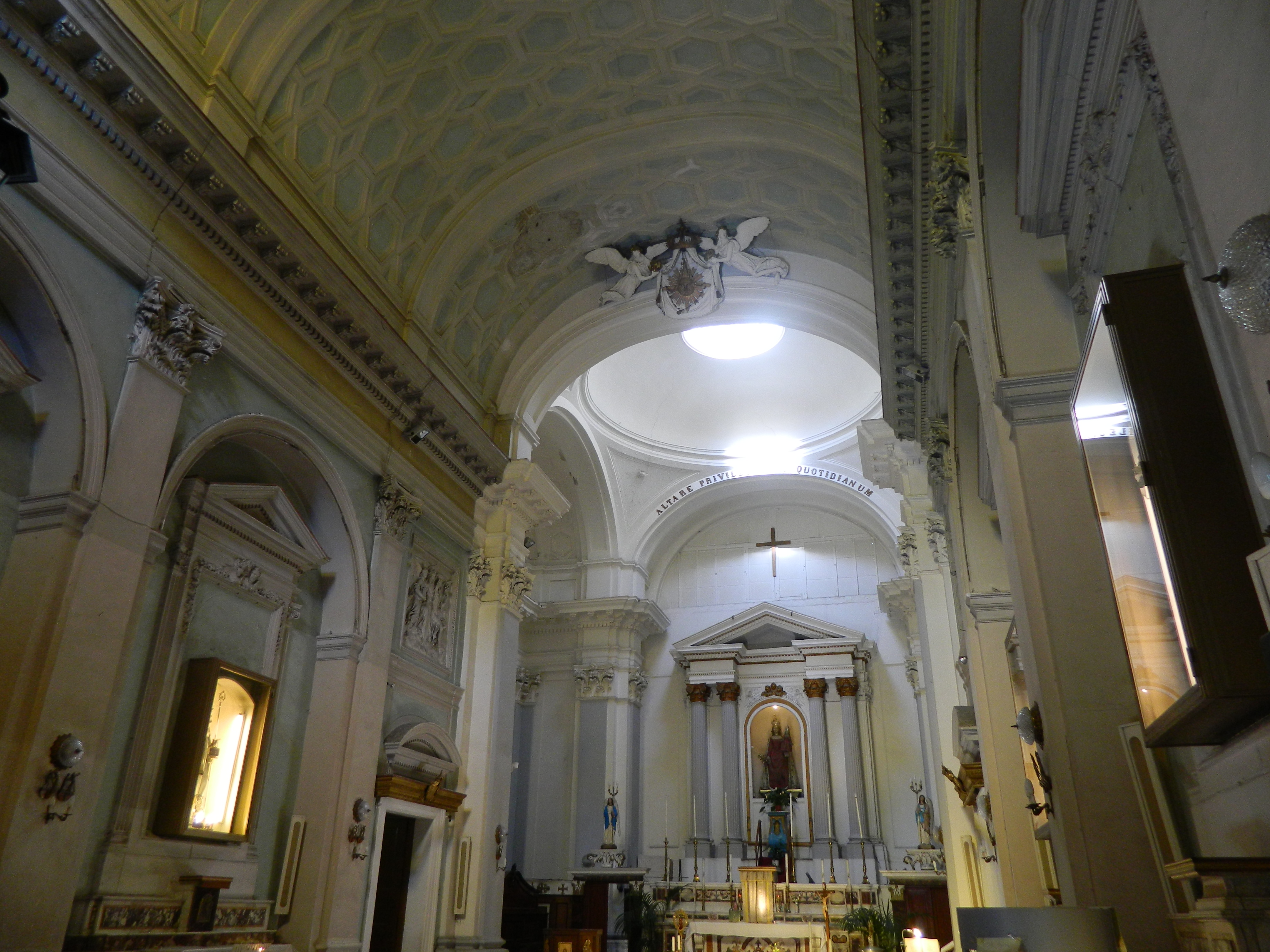
Interno della Chiesa di Santa Maria della Carità (Napoli), dove Domenico Scarlatti fu battezzato

Di famiglia originaria di Trapani, Domenico Scarlatti nacque a Napoli nel 1685. Il suo atto di battesimo, nella chiesa di Santa Maria della Carità o San Liborio, ci fa sapere che fu condotto al fonte da don Domenico Marzio Carafa duca di Maddaloni, che cinque anni prima aveva accolto nel suo palazzo il padre Alessandro Scarlatti, facendogli rappresentare l'opera Gli equivoci del sembiante, apprezzata trionfalmente l'anno prima al teatro Capranica di Roma. Fu il sesto dei dieci figli di Antonia Anzalone, studiò prima con suo padre Alessandro, celebre compositore, insegnante ed esponente di spicco della Scuola napoletana; dei suoi fratelli anche il maggiore, Pietro Filippo, fu un compositore e clavicembalista. La formazione del ragazzo, soprannominato Mimmo, verrà influenzata anche da altri membri della famiglia: le zie Anna Maria e Melchiorra e lo zio Tommaso erano cantanti, lo zio Francesco compositore.
Quindicenne, il viceré Medinaceli lo nominò organista e compositore della Cappella Reale di Napoli il 13 settembre 1701, con la funzione di suo "clavicembalista di camera". Risalirebbero a quest'epoca le prime composizioni: un mottetto a 5 voci, archi e basso continuo; le tre sonate K 287, K 288 e K 328, individuate come opere giovanili destinate all'organo; e, tra il 1699 e il 1703, le prime cantate da camera.

### Firenze, Venezia e Roma
Nel 1702 il padre lo portò con sé in un breve viaggio a Firenze, alla corte del gran principe Ferdinando de' Medici non senza una sosta a Roma per offrire al marchese Francesco Maria Ruspoli una cantata composta dal figlio. Di ritorno a Napoli, tra il 1703 e il 1705, Scarlatti lavorò per il teatro di S. Bartolomeo, gestito dallo zio Nicola Barbapiccola: compose L'Ottavia restituita al trono e revisionò Il Giustino di Giovanni Legrenzi e l'Irene di Carlo Francesco Pollarolo. Entusiasta delle esperienze professionali del figlio, nel 1705 Alessandro Scarlatti lo mandò a Venezia con il castrato Nicolò Grimaldi, con una tappa a Firenze nella speranza di un incarico presso il gran principe. In una famosa lettera così scrisse a Ferdinando: 
«Io l'ho staccato a forza da Napoli, dove, benché avesse luogo il suo talento, non era talento per quel luogo. L'allontano anche da Roma, perché Roma non ha tetto per accoglier la musica, che ci vive mendica. Questo figlio ch'è un'aquila cui son cresciute l'ali non deve star oziosa nel nido, ed io non devo impedirle il volo». 
Ma il gran principe Medici si limitò a lodarne il talento. Giunto a Venezia, non trovò impiego e poco si sa dei suoi successivi quattro anni, così, nel 1708, si stabilì a Roma, dove il padre Alessandro era ritornato nel 1703 con la famiglia. 

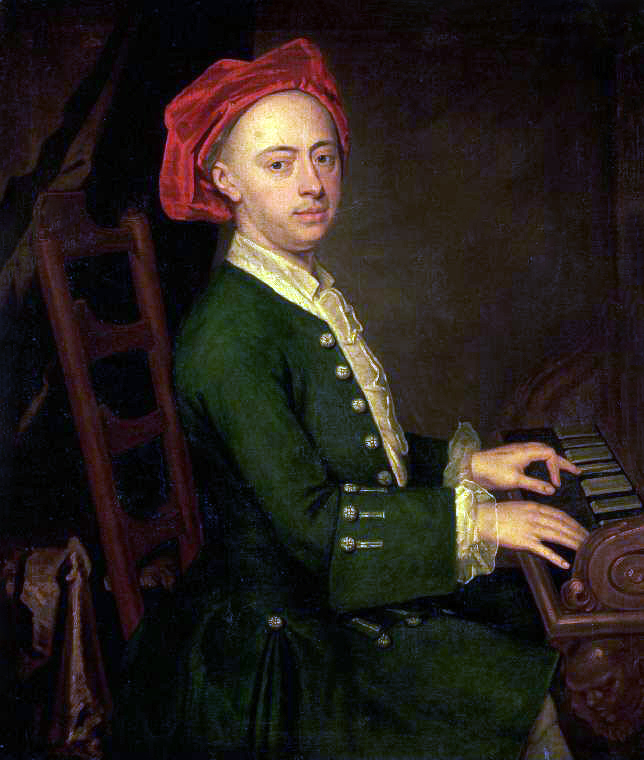
"Il ritratto Chandos di Georg Friedrich Händel" di James Thornhill, c. 1720

Scarlatti era già un clavicembalista eminente: celebre una sua prova di abilità con il suo coetaneo Georg Friedrich Händel al palazzo del cardinale Ottoboni a Roma, dove fu giudicato superiore a Händel al clavicembalo, anche se inferiore all'organo. Il padre Alessandro, allora alla testa della cappella Liberiana in S. Maria Maggiore, chiamò presso di sé il figlio come direttore del secondo coro nella messa di Spagna per sant'Ildefonso del 23 gennaio 1708, e come organista in quella del settembre successivo. Alcune sue composizioni vi vennero eseguite, come la Missa La stella, conservata con alcuni mottetti nell'archivio di S. Maria Maggiore.
A Roma Scarlatti, nel 1709, incontrò il compositore inglese Thomas Roseingrave, suo estimatore; a lui si deve l'accoglienza entusiasta delle opere del compositore a Londra. Nel 1719 Scarlatti fu a Londra per dirigere la sua opera Narciso al King's Theatre. Sempre a Londra, nel 1738, fu pubblicata una raccolta, dal titolo Essercizi per gravicembalo, contenente 30 delle sue 555 sonate che sono giunte ai giorni nostri. Si tratta delle sole opere tastieristiche di Scarlatti che furono pubblicate durante la sua vita.
Apprezzato dalla nobiltà romana, Scarlatti ebbe un posto di spicco come maestro di cappella della regina polacca in esilio Maria Casimira, vedova di Giovanni III Sobieski, che, nel 1699, si era stabilita a Roma ed emulava il mecenatismo artistico espresso da Cristina di Svezia nel secolo precedente.

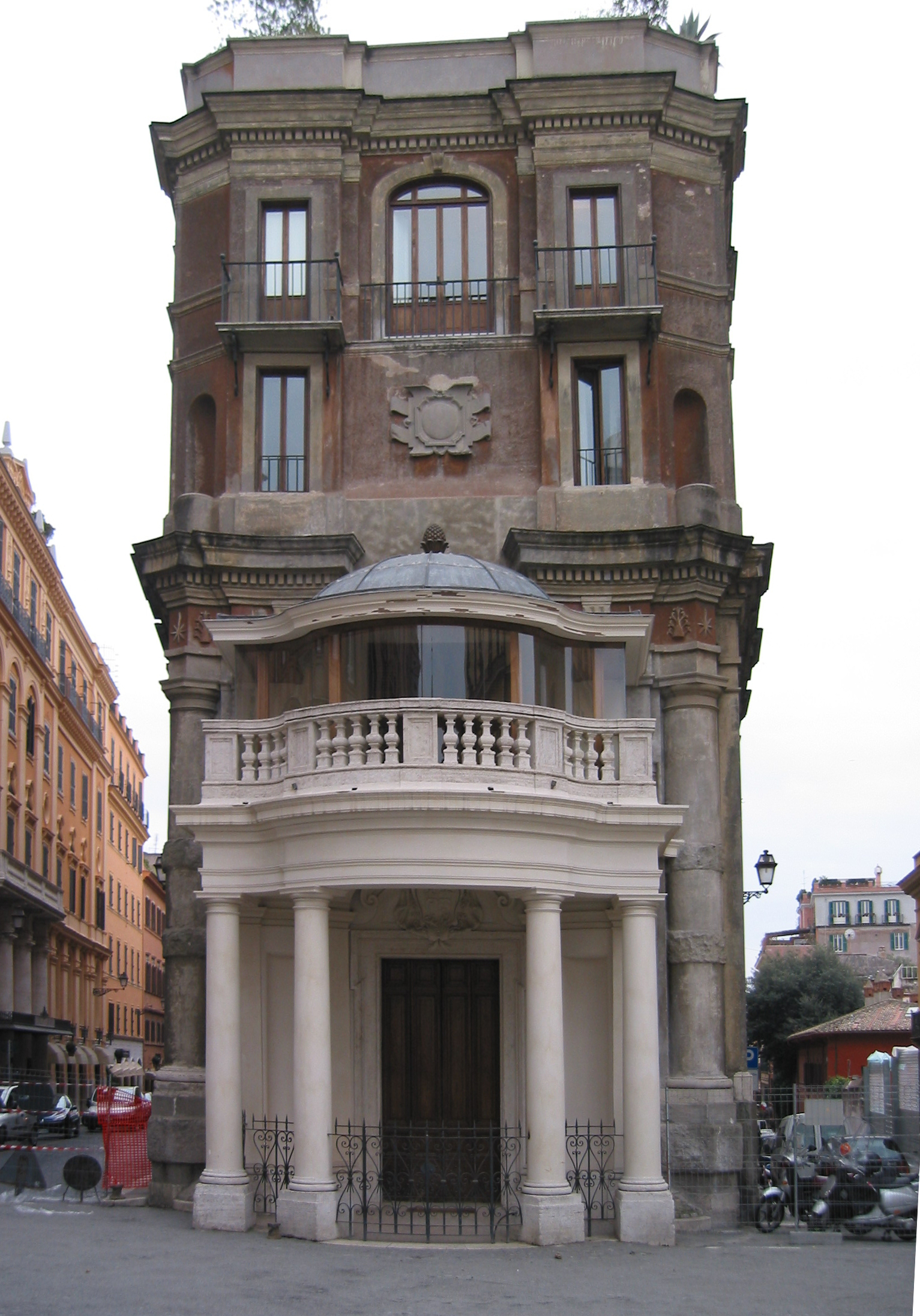
Palazzetto Zuccari a Roma

Per la regina Scarlatti compose l'oratorio La conversione di Clodoveo (settembre 1709) e sette opere recitate per Carnevale nel teatrino del Palazzetto Zuccari, architettura e scene del messinese Filippo Juvarra: il dramma pastorale La Silvia (1710) e i drammi per musica Tolomeo et Alessandro overo La corona disprezzata e L'Orlando overo La gelosa follia (1711), Tetide in Sciro (1712), Ifigenia in Aulide e Ifigenia in Tauri (1713) e Amor d'un'ombra e gelosia d'un'aura (1714). Oratorio e drammi ebbero libretti di squisito gusto classicistico, autore il segretario della regina, Carlo Sigismondo Capece, arcade come lei (e come Alessandro Scarlatti). Due sole di queste opere, Tolomeo e Tetide, sono pervenute in partiture più o meno complete; di una terza, Amor d'un'ombra, fu poi stampata una versione rimaneggiata sotto il titolo Narciso (Londra, 1720). La recente riscoperta della partitura di Tolomeo ha consentito di rivalutare appieno la musica teatrale di Scarlatti, spavalda ed elegante nel focalizzare sulla patetica rappresentazione degli affetti e dei conflitti ogni risorsa armonica, melodica e ritmica. Per la regina, Scarlatti compose inoltre cantate, serenate e oratori.
Infine nel 1714, sommersa dai debiti, Maria Casimira riparò in Francia, ove morì poco tempo dopo. Tuttavia Scarlatti proseguì una brillante carriera a Roma anche in assenza della sua protettrice. A detta del diario di David Nairne, che in qualità di segretario del pretendente cattolico al trono inglese, Giacomo III Stuart, soggiornò a Roma dal 22 maggio al 17 luglio 1717, Scarlatti si esibiva come cantante in palazzi privati, a conferma della formazione polivalente dei musicisti dell'epoca.. Tra il 1708 e il 1719 svariate sue cantate e serenate furono eseguite in spazi nobiliari o pubblici, inclusi palazzo Mignanelli (del principe Guido Vaini), il palazzo Apostolico e il Campidoglio, dove nel 1711 fu data La virtù in trionfo, per commissione dell'Accademia di S. Luca. A Roma, Scarlatti scrisse sia cantate da camera, sia partiture operistiche per il teatro Capranica: nel 1715 Ambleto (libretto di Apostolo Zeno e Pietro Pariati) e gli intermezzi La Dirindina (Girolamo Gigli; edizione a cura di F. Degrada, Milano 1985), una salace satira del sottobosco operistico, che però non andò in scena (fu allestita solo nel 1729, al Valle, tra gli atti di una tragedia in prosa) e nel 1718, in collaborazione con Nicola Porpora, Berenice regina di Egitto.
Negli stessi anni Scarlatti ebbe anche importanti incarichi in Vaticano; dal 1713 divenne assistente del maestro di cappella a San Pietro, e poi, dal 1714 fino al 1719, assunse l'incarico come titolare. Del considerevole incremento di composizioni ecclesiastiche che il servizio vaticano dovette comportare rimangono scarse tracce, in particolare due Miserere conservati nel fondo della cappella Giulia e forse il famoso Stabat Mater a 10 voci, documentato in numerose copie, del quale peraltro non è certo se sia stato scritto per Roma oppure per Lisbona (d'Alvarenga, 2008, p. 54). Un'idea dell'entità della produzione vaticana di Scarlatti la dà un inventario di manoscritti (perduti) dell'archivio della cappella Giulia, risalente al 1770: registra sette messe e una cinquantina di pezzi sacri.
Nel 1719 Scarlatti, nonostante il successo che stava riscuotendo a Roma, prese una decisione che cambiò radicalmente la sua vita. Nel 1714 aveva ottenuto la protezione di Rodrigo Anes de Sá Almeida e Meneses, marchese de Fontes, ambasciatore straordinario del Portogallo a Roma. In alcuni documenti dell'epoca Scarlatti risulta «mastro di cappella» del diplomatico. Non si ha notizia di altre attività musicali per conto del marchese, ma il rapporto dovette avere un seguito, se cinque anni dopo, nel 1719, de Fontes gli spalancò una nuova carriera nella penisola iberica, dove Scarlatti fu assunto alla corte portoghese.

### Nelle corti di Lisbona e Madrid

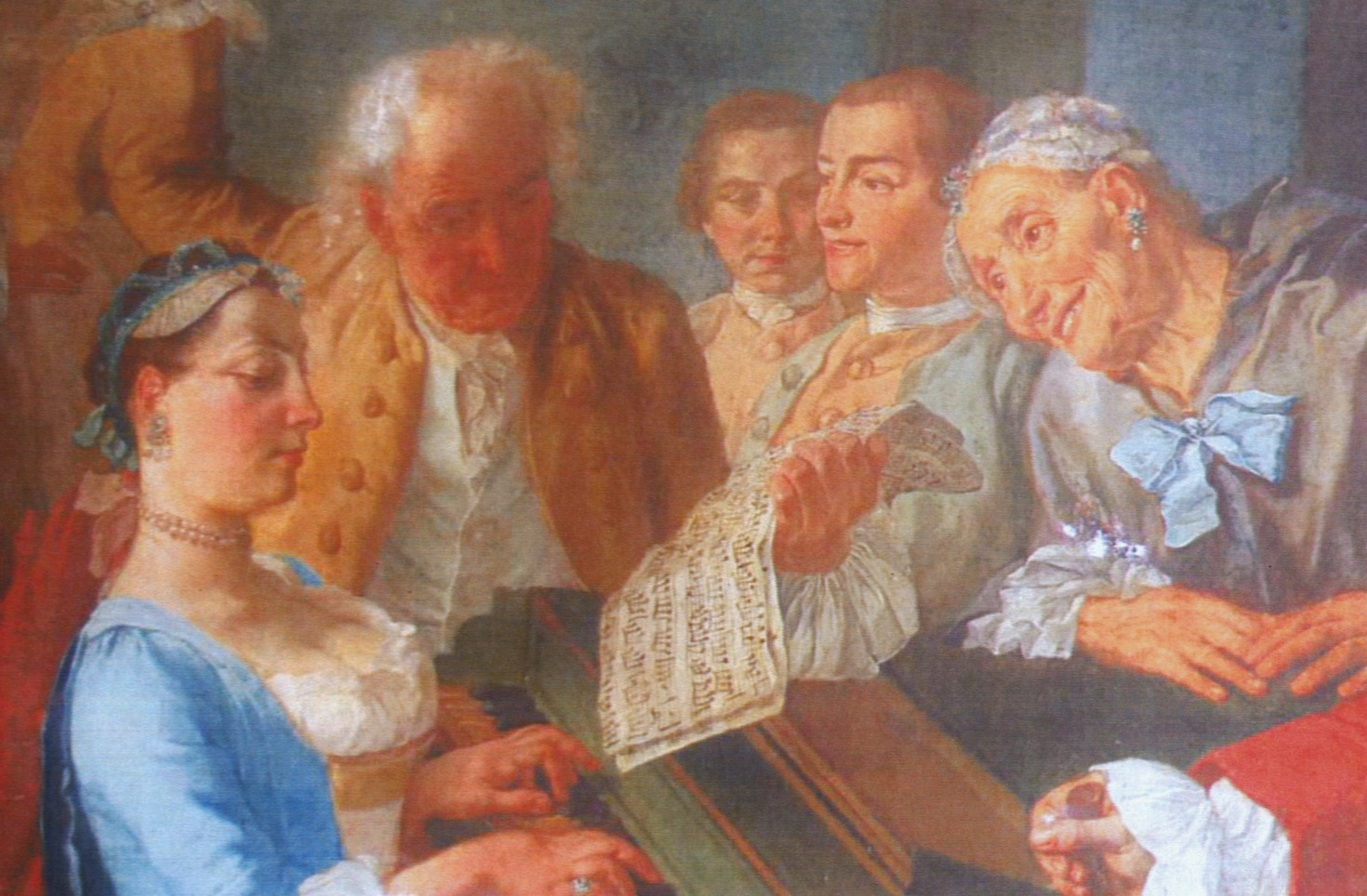
Gaspare Traversi, Scarlatti insegna a Maria Barbara di Braganza

Scarlatti si trasferì a Lisbona, il 29 novembre 1719, «impazientemente atteso dal Re», come scrisse il nunzio Vincenzo Bichi; accolto a palazzo, cantò accompagnato dalla regina Maria Anna d'Austria. Assunto come compositore della cappella patriarcale e maestro di musica della famiglia reale, ebbe due alunni di talento: il fratello minore del re, António, che nel 1732 fu poi il dedicatario delle Sonate da cimbalo di piano e forte di Lodovico Giustini da Pistoia (la prima edizione musicale espressamente destinata al pianoforte), e Maria Magdalena Barbara che, ben presto divenuta un'egregia interprete di musica da tasto, stabilì con Domenico una relazione artistica e didattica destinata a durare una vita intera.
Nell'apparato musicale della monarchia portoghese, in aggiunta alle mansioni di «capo e direttore di tutta la sua musica della Patriarcale», di cui parla il nunzio apostolico, Scarlatti doveva provvedere alle serenate e cantate per i genetliaci e gli onomastici della famiglia reale e per altre occasioni festive, secondo un uso che la regina aveva introdotto sull'esempio della corte di Vienna.
Il soggiorno portoghese fu interrotto a più riprese. Tra il 1723 e il 1725 Scarlatti fu variamente a Napoli, Parigi, Roma e di nuovo Parigi. Un soggiorno romano nella seconda metà del 1724 è testimoniato dall'autobiografia di Johann Joachim Quantz, una visita all'anziano genitore a Napoli è riferita da Johann Adolf Hasse. I carteggi dell'ambasciatore Luís da Cunha documentano la presenza di Domenico a Parigi nel maggio del 1724 e nell'agosto del 1725 e la concessione di 2 500 cruzados portoghesi per spese di viaggio; a Parigi pare si fosse esibito anche in pubblico.
Sulla sua attività dopo il rientro a Lisbona la documentazione scarseggia. Un manoscritto inedito (Diários de notícias de Lisboa, 1º dicembre 1725 - 11 ottobre 1727, dedicato a Teresa Marcelina da Silveira, contessa Sarzedas, collezione privata) riferisce il successo di una «Serenata de Escarlatti» data il 12 gennaio in casa del conte di São Miguel e conferma che fu dell'«Escarlate» la serenata del 26 luglio 1726, onomastico della regina, a palazzo reale: il che consente di attribuirgli la musica di Andromeda (il libretto, adespoto, è nella Biblioteca nazionale di Lisbona).
Nel febbraio del 1727 Scarlatti ritornò a Roma, grazie a un sussidio regale di 1 000 scudi per il viaggio. Il 15 maggio 1728, in S. Pancrazio, il musicista quarantaduenne sposò Maria Caterina Gentili (13 novembre 1712-6 maggio 1739), giovane romana di 16 anni. Da lei ebbe cinque figli: Juan Antonio (1729-1749 ca.), Fernando (marzo 1731-29 settembre 1794), Mariana (27 marzo 1734-1749/1751), Alejandro (5 maggio 1736-22 settembre 1754) e María (9 novembre 1738-1757 ca.). 
Nel periodo lisbonese compose almeno 23 opere di grande mole: di tante composizioni (tra cui Il trionfo della Virtù e Cantata pastorale, Gli amorosi avvenimenti, Amore nasce da un sguardo e Festeggio armonico) non sopravvive altro che la prima parte della Contesa delle stagioni (Venezia, Biblioteca nazionale Marciana, ms. It.IV.198 = 9769), data il 7 settembre 1720 per il genetliaco della regina. Delle musiche da chiesa composte in Portogallo restano un Laetatus sum, il mottetto Te gloriosus e un Te Deum a otto voci (in varie copie). Quest'ultimo brano, per l'officio del mattutino, non va confuso con il Te Deum a quattro cori (perduto) eseguito in un grandioso rendimento di grazie a San Silvestro del 1721 nella chiesa gesuitica di S. Roque. La produzione sacra di Scarlatti eseguita nella capitale, ben più ingente, incluse serie complete di responsori per l'Immacolata Concezione e il Natale, e svariati mottetti.
La scarsità di sonate di Scarlatti nelle fonti portoghesi contrasta con il suo ruolo di insegnante della principessa Maria Barbara e con il favore di cui esse godevano a corte e presso la nobiltà: fu forse colpa del terremoto del 1755. Anche dopo che Domenico ebbe lasciato il Paese continuarono le richieste di copie delle sue sonate per la corte portoghese, come risulta dalla corrispondenza del segretario particolare del sovrano, Alexandre de Gusmão, nel 1747 e nel 1751; fatto sta che soltanto quattro sonate in manoscritti di musica da tasto portoghesi del secondo Settecento e del primo Ottocento sono concordemente accettate come antesignane degli ‘'Essercizi'' del 1738. Tra queste spicca la Sonata n. 25 in La maggiore contenuta nel Libro di toccate per cembalo, oggi nella Biblioteca nazionale di Lisbona.
Scarlatti, allora a Roma, non presenziò all'esecuzione del Festeggio armonico da lui composto per le doppie nozze reali di Maria Barbara con l'erede al trono di Spagna, il futuro Ferdinando VI, e della sorella di quest'ultimo, Marianna Vittoria di Borbone con il principe Giuseppe I, fratello di Maria Barbara e futuro re del Portogallo; né prese parte al corteo cerimoniale della troca das Princesas sul fiume Caia alla frontiera tra i due reami. Poco dopo il rientro a Lisbona, nel 1729, a Scarlatti fu ordinato di mettersi in viaggio per Siviglia, al seguito dell'augusta discepola.

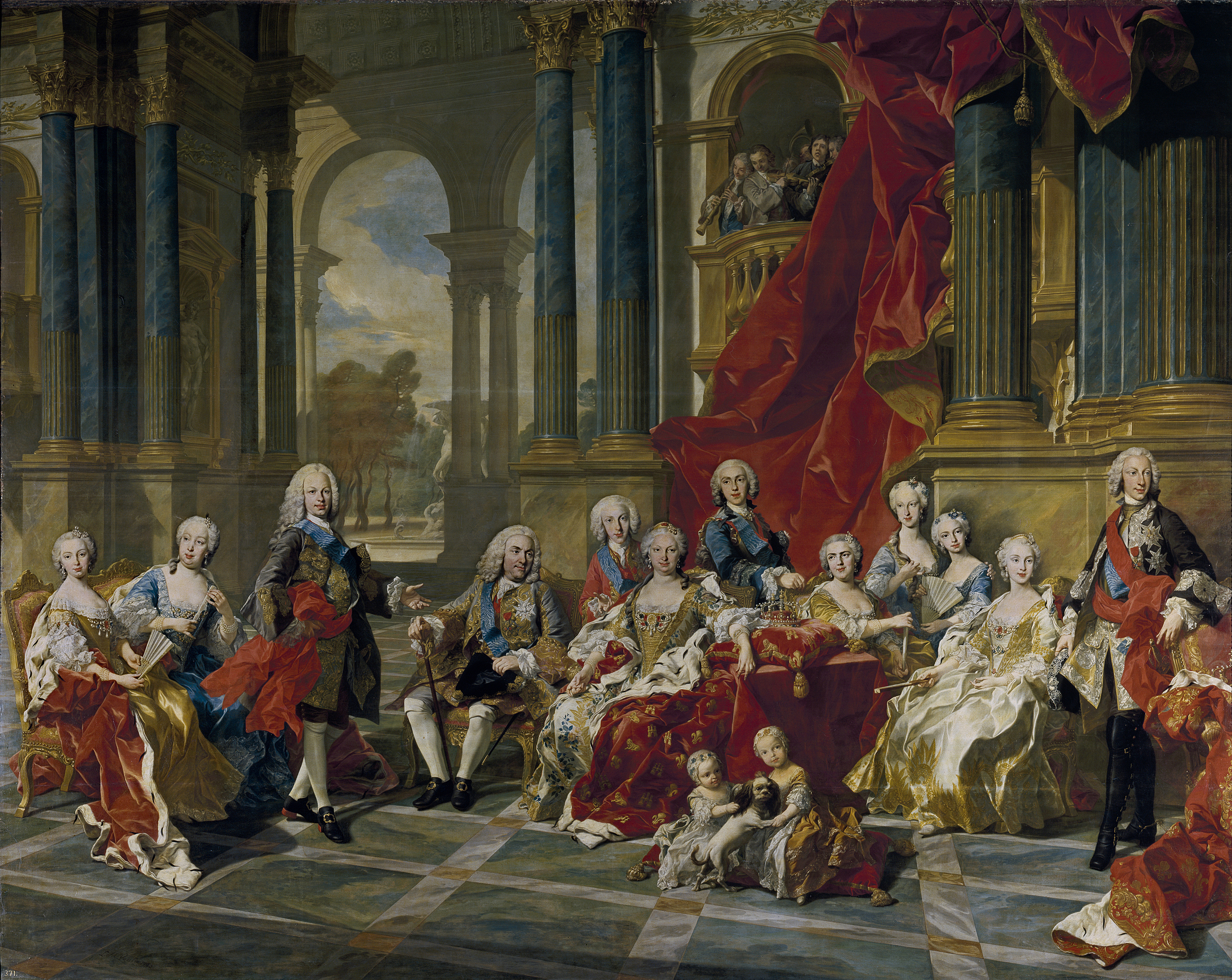
Louis-Michel van Loo, la famiglia di Filippo V di Spagna

Nel 1729 si trasferì nella città, rimanendovi per quattro anni. Tra il 1729 e il 1733 la corte di Filippo V e Elisabetta Farnese risiedette a Siviglia per volontà della regina, desiderosa di scongiurare l'abdicazione del consorte, afflitto da gravi depressioni. In quel quinquennio (il cosiddetto lustro regale) la città andalusa ospitò musicisti, pittori e artisti di ogni genere. Dalla posizione pubblica detenuta in Lisbona, che abbracciava i diversi organismi musicali della corte e le funzioni di rappresentanza della monarchia in campo sacro e profano, il musicista passò alla condizione esclusivamente privata di maestro di musica della principessa delle Asturie. Il che, almeno in parte, spiega la modesta visibilità di cui godette poi nella corte spagnola. Alcune serenate di Scarlatti già eseguite a Lisbona furono riprese a Siviglia: è il caso di Amor nasce da un sguardo, data il 27 dicembre 1725 sul Tago per l'onomastico di Giovanni V e ripetuta sul Guadalquivir il 1º maggio 1731 per l'onomastico di Filippo V. L'elenco delle musiche possedute da Maria Barbara, passate poi a Farinelli, menziona una pastorale e ben 14 serenate a 4 e 8 voci di Scarlatti, che peraltro potrebbero ben risalire al periodo lusitano. Nel 1733 si recò a Madrid, sempre come maestro di musica della principessa Maria Magdalena Barbara.
Dedicati al re Giovanni V, gli Essercizi per gravicembalo (K. 1-30) incisi a Londra nel 1738 nell'edizione di Benjamin Fortier, diedero grande impulso alla notorietà europea di Scarlatti. Prima di questa vi era stata un'edizione parigina nel 1737, probabilmente non autorizzata. Dal canto suo Roseingrave pubblicò a Londra in simultanea con l'edizione Fortier una diversa raccolta degli stessi 30 brani, accresciuta di 12 sonate (K. 31-42).
Il 21 aprile 1738 il re del Portogallo aveva insignito Scarlatti del titolo di cavaliere dell'Ordine di Santiago e, con decreto del 10 giugno 1739, gli concesse un appannaggio vitalizio annuo di 400 000 réis portoghesi, da dividere in parti eguali tra i discendenti dopo la morte. Deve risalire a quest'epoca il noto ritratto di Scarlatti, già attribuito a Domingo Antonio Velasco, oggi nella collezione José Relvas, Casa dos Patudos (Museo di Alpiarça).

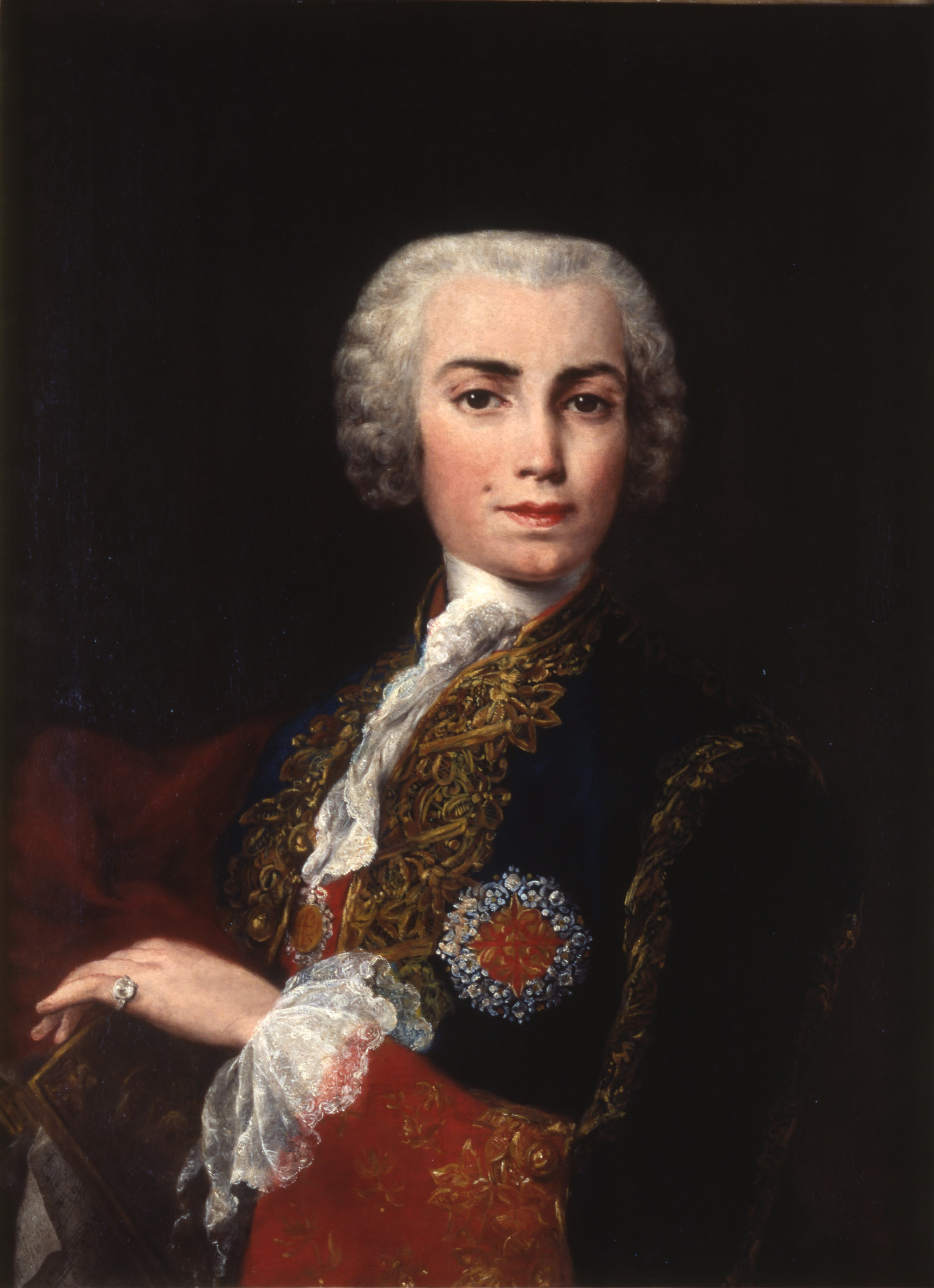
Ritratto di Carlo Maria Broschi, detto Farinelli, tra i più celebri cantanti castrati; il dipinto fu eseguito dall'amico Jacopo Amigoni nel 1750 e si trova a Madrid nella Real Academia de Bellas Artes de San Fernando

Nel 1746, morto Filippo V, Ferdinando e Maria Barbara assursero al trono di Spagna. L'ascesa al soglio dei suoi padroni non comportò per Domenico un ritorno ai grandi generi vocali drammatici: al contrario, continuò nel ruolo di maestro di musica privato dei monarchi. Sotto il nuovo sovrano la direzione delle opere in musica e delle feste reali fu affidata al cantante castrato Farinelli, impiegato a corte, come detto, dal 1737. Pur essendo stato chiamato a Madrid da Elisabetta Farnese, il castrato aveva instaurato uno stretto rapporto con gli sposi principeschi, prendendo parte agli intrattenimenti musicali nei loro appartamenti privati: alcune cantate da camera della maturità di Scarlatti potrebbero essere state concepite per lui; Scarlatti ebbe infatti una duratura amicizia con il cantante castrato e la corrispondenza tra i due fu definita dal musicologo e clavicembalista Ralph Kirkpatrick "la più importante fonte di informazioni su di sé che Scarlatti abbia trasmesso alla posterità."

### Gli ultimi anni e la morte
Nell'ultima fase della carriera, per volontà della regina, Scarlatti progettò il riordino delle sonate e la confezione dei volumi manoscritti che le contengono quasi tutte, disposte perlopiù a coppie della stessa tonalità. Risale al 1742 la copiatura di un volume di 61 sonate, al 1749 un altro di 41. Nel 1752 il lavoro fu ripreso forse dal copista Joseph Alaguero, che in un quinquennio ricopiò 28 volumi, in due serie quasi gemelle passate poi a Farinelli: i volumi I-XIII della prima, adornati di fregi e stemmi portoghesi e spagnoli, sono infine approdati con quelli del 1742 e 1749 a Venezia (Biblioteca nazionale Marciana; facsimile, I-XV, Firenze 1985-1992), i quindici della seconda a Parma (Biblioteca Palatina; facsimile, I-XVIII, New York-London 1972) Quando la principessa divenne Regina di Spagna, Scarlatti rimase nel paese per venticinque anni, ed ebbe cinque figli. Dopo la morte della moglie, nel 1742 sposò la spagnola Anastasia Maxarti Ximenes (1727-1768), dalla quale ebbe quattro figli: Bárbara (12 gennaio 1743-5 dicembre 1763), Rosa (29 marzo 1745-post 1768), Domingo (11 luglio 1747-post 1815) e Antonio (8 maggio 1749-post 1818).
Domenico Scarlatti morì a Madrid, all'età di 71 anni. La sua residenza in Calle Leganitos è segnalata con una targa storica, e i suoi discendenti vivono ancora oggi a Madrid. Le sue spoglie sono andate perdute, con la tomba che le conservava e il convento nel quale si trovava, a causa del rinnovamento urbanistico di Madrid dell'inizio del '900 e la demolizione dell'intero quartiere circostante.

## Le sonate
Le 555 sonate, delle quali poche pubblicate durante la vita di Scarlatti, furono stampate in modo non sistematico nei due secoli e mezzo successivi. Scarlatti ha, tuttavia, attirato ammiratori di rilievo, tra cui Mozart, Beethoven, Chopin, Brahms, Verdi, Debussy, Bartók, Shostakovich, Casella, Poulenc, Messiaen e Schenker. La scuola russa di pianismo ha particolarmente valorizzato queste sonate.
In questi brevi brani, costituiti generalmente di un solo movimento bipartito, Scarlatti si dimostrò pioniere di tecniche tastieristiche nuove per i suoi tempi, come arpeggi, note ribattute in agilità, incroci delle mani, ottave spezzate e percosse, doppie note: tutte difficoltà tecniche da padroneggiare progressivamente, a mano a mano che il compositore svela le potenzialità timbriche, melodiche e ritmiche della sua scrittura ricca e articolata. Dal punto di vista dello stile, le sue sonate sono caratterizzate da una rapidissima mobilità espressiva, e da una grande inventiva armonica, con l'impiego di accordi spesso sorprendenti. Esistono inoltre quattro sonate per organo, e un numero cospicuo di brani in cui Scarlatti impiega un piccolo "ensemble" strumentale (generalmente per strumento solista e basso continuo). Alcune sono ricche di audacia armonica, con l'uso di dissonanze e modulazioni anche non convenzionali per la sua epoca.
Altri attributi distintivi dello stile di Scarlatti sono i seguenti:
- L'influenza della musica popolare iberica (portoghese e spagnola).
- L'influenza della chitarra spagnola, ravvisabile nelle note ripetute in modo rapido.
- Affinità con lo stile galante.
- La struttura della sonata. Quest'ultima, infatti, è di solito divisa in due sezioni di durata uguale, ognuna delle quali conduce a un momento cardinale, che lo studioso Ralph Kirkpatrick ha definito "il punto cruciale" (crux)[16], e che a volte è sottolineato da una pausa o fermata. Prima di questo punto cruciale, le sonate di Scarlatti contengono spesso la loro principale varietà tematica, e dopo il punto cruciale la musica fa uso di figurazioni ripetute, modulando in tonalità lontane da quella principale (nella prima sezione) o via via più vicine (nella seconda sezione).

Il nome di Ralph Kirkpatrick, clavicembalista e musicologo, è strettamente correlato all'opera di Scarlatti, infatti la numerazione delle sonate derivante dalla sua edizione del 1953 è ormai quasi sempre utilizzata (il numero di K.), in sostituzione della numerazione approntata nel 1906 dal pianista e musicologo calabrese Alessandro Longo (numeri di L.).
Molte di queste sonate sono state trascritte per chitarra, entrando a pieno titolo nel repertorio barocco di questo strumento.

## Altre composizioni
Scarlatti fu l'autore di una cospicua e validissima produzione di musica sacra e operistica. Queste sono le composizioni romane per l'ex regina di Polonia Maria Casimira, eseguite al Palazzo Zuccari:
- La pastorella rigidetta e poi amante (serenata di Giovanni Domenico Pioli, 1708; seconda parte composta da Giovanni Pietro Franchi)
- La conversione di Clodoveo re di Francia (oratorio di Carlo Sigismondo Capece, 1709)
- La Silvia (dramma pastorale di Carlo Sigismondo Capece, 1710)
- Tolomeo et Alessandro overo La corona disprezzata (dramma per musica di Carlo Sigismondo Capece, 1711)
- L'Orlando overo La gelosa pazzia (idem, 1711)
- Tetide in Sciro (idem, 1712)
- Ifigenia in Aulide (idem, 1713)
- Ifigenia in Tauri (idem, 1713)
- Amor d'un'ombra e gelosia d'un'aura (idem, 1714)

Queste invece sono le composizioni romane scritte dopo che Maria Casimira lasciò Roma per ritornare nella terra natia, la Francia:
- Cantata da recitarsi nel Palazzo Apostolico la notte del Santissimo Natale (cantata di Francesco Maria Gasparri, 1714)
- Per le nozze degli eccellentissimi signori donna Terresa Borromei e don Carlo Albani (idem, 1714)
- Amleto (dramma per musica di Apostolo Zeno e Pietro Pariati, Teatro Capranica, 1715)
- La Dirindina (farsetta per musica di Girolamo Gigli, Teatro Capranica, 1715)
- Cantata da recitarsi nel Palazzo Apostolico la notte del Santissimo Natale (cantata di Francesco Maria Gasparri, 1717)
- Berenice regina d'Egitto o vero Le gare di amore e di politica (dramma per musica di Antonio Salvi, Teatro Capranica, 1718; in collaborazione con Nicola Porpora)

Tra le composizioni di musica sacra spiccano il celebre Stabat Mater a 10 voci, datato 1715, e il Salve Regina del 1757, probabilmente il suo ultimo lavoro.

## Edizioni musicali
- Schirmer's library of musical classics, Domenico Scarlatti, Sixty Sonatas Vol. I-II, URTEXT, by revision of Ralph Kirkpatrick
- Le Pupitre, Domenico Scarlatti, Oevres completes pour clavier, Édition par Kenneth Gilbert, 1983
- Ricordi, Domenico Scarlatti, edizione critica di tutte le sonate, a cura di Emilia Fadini
- Adriano Bassi: Domenico Scarlatti Edizioni del Girasole, gennaio 1985, ISBN 978-8875671549

## Discografia
- Enrico Baiano - "Domenico Scarlatti - Sonate per Clavicembalo", Symphonia
- Nella Anfuso - Domenico Scarlatti, CD Stilnovo 8824 - Cantate
- Scott Ross - Domenico Scarlatti, The Keyboard Sonatas (integrale) 34 CD, Warner Classics
- Pieter-Jan Belder - The Keyboard Sonatas (integrale), Brilliant Classics
- Richard Lester - The Keyboard Sonatas (integrale), Nimbus

## Influenza culturale
- A lui e al padre Alessandro è stato intitolato il cratere Scarlatti sul pianeta Mercurio.
- L'Auditorium Rai di Napoli porta il suo nome.
- Il brano di apertura di 'Collage', album del gruppo Le Orme, contiene una sezione clavicembalistica tratta dalla sonata K 380 di Scarlatti.
- Il pianista e compositore di musica jazz Chick Corea ha spesso detto di essersi ispirato a lui, come nel brano "Tempus Fugit" derivato da una elaborazione iniziale di Bud Powell.
- Il film L'occhio del diavolo di Ingmar Bergman si apre con l'esecuzione della sua sonata per clavicembalo n° 21.